# NGC 5764
NGC 5764 est un amas ouvert situé dans la constellation du Loup. Il a été découvert par l'astronome britannique John Herschel en 1834.
Selon la classification des amas ouverts de Robert Trumpler, cet amas renferme moins de 50 étoiles (lettre p) dont la concentration est moyenne (II) et dont les magnitudes se répartissent sur un intervalle moyen(le chiffre 2). Toutefois, selon le catalogue Lynga, la répartition des magnitudes des étoiles de NGC 5764 est petite (1) et leur concentration est moyennement faible (III). l'amas contient entre 50 et 100 étoiles. Lynga indique que l'amas renferme 12 membres.

## Observation
Avec une magnitude visuelle de 12,6, il faut utiliser un télescope dont l'ouverture est d'au moins 250 mm pour l'observer.

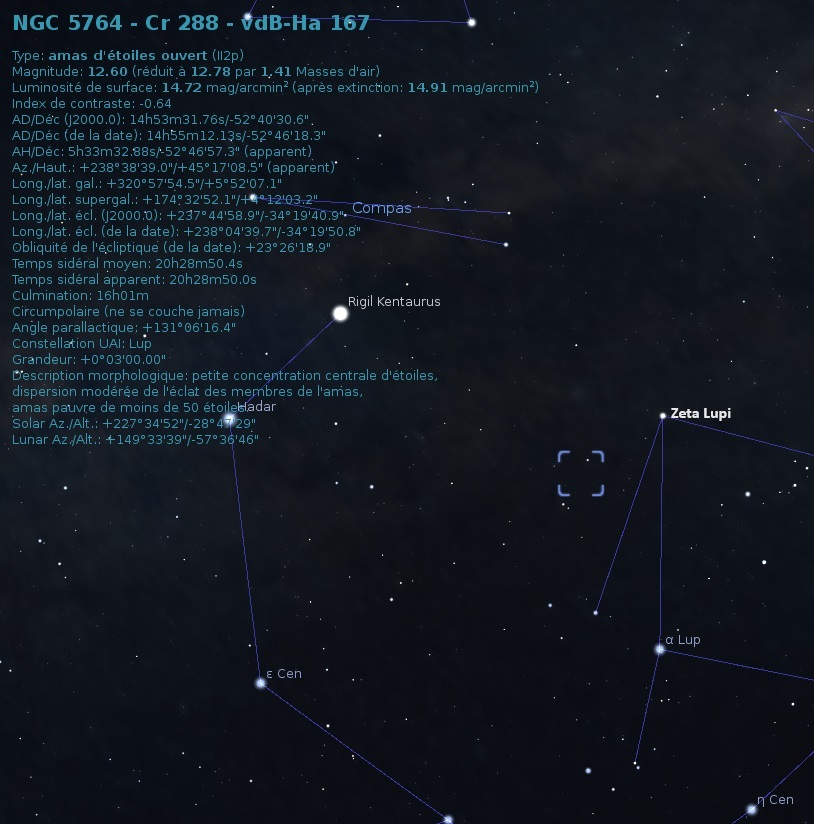
Localisation de NGC 5764 dans la constellation du Loup. (Stellarium)

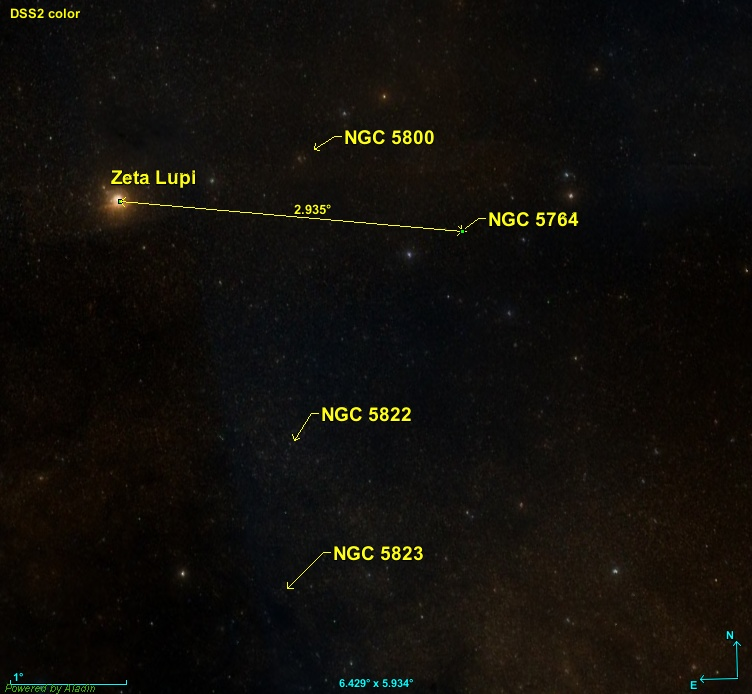
Position de NGC 5764 par rapport à deux étoiles.

NGC 5764 est situé à environ 2,9 degrés au sud-ouest de l'étoile Zeta Lupi. Les amas ouverts NGC 5800, NGC 5822 et NGC 5823 se trouvent dans la même région du ciel.

## Caractéristiques

### Distance, taille et vitesse
La parallaxe moyenne des étoiles de l'amas a été obtenue des mesures effectuées par le satellite Gaia. Quatre valeurs différentes publiées dans de récents articles (2018 à 2021) sont indiquées sur la base de données Simbad : 0,484 ± 0,023 mas, 0,466 ± 0,039 mas, 0,473 ± 0,036 mas, et 0,473 ± 580,005 mas. La valeur moyenne de la parallaxe est égale à 0,474 0 ± 0,002 8 mas, ce qui correspond à une distance de 2 110 +121
−109 pc.
Selon les sources, taille apparente de l'amas est de 3,0′ ou de 4,2′ ce qui, compte tenu de la distance comprise de 2 001 pc et 2 231 pc, et grâce à un calcul simple, équivaut à une taille réelle de 7,3 ± 1,6 al.
La base de données Simbad indique deux valeurs différentes de la vitesse l'amas: −32,52 ± 0,72 km/s, et −32,419 ± 1,043 km/s. On peut donc conclure que la vitesse est égale à 32,5 ± 1,0 km/s.

### Mouvement propre
Simbad indique six couples de valeurs pour le mouvement propre de l'amas, dont quatre différents, mais très semblables, qui proviennent d'articles publiés entre 2018 et 2021. Ces valeurs en ascension droite et en déclinaison sont :
- −3,361 ± 0,036 mas/an et −2,277 ± 0,059 mas/an[8]
- −3,312 ± 0,125 mas/an et −2,323 ± 0,129 mas/an[9]
- −3,325 ± 0,137 mas/an et −2,318 ± 0,095 mas/an[10],[11]
- −3,325 ± 0,017 mas/an et −2,318 ± 0,018 mas/an[12]

Le mouvement propre moyen obtenu de ces quatre valeurs en ascension droite et en déclinaison est égal à −3,331 ± 0,079 mas/an et −2,309 ± 0,075 mas/an.

### Métallicité
Simbad rapporte une seule valeur de la métallicité, soit -0,095. Selon cette valeur, le pourcentage d'éléments lourds (plus lourd que l'hydrogène et l'hélium) de cet amas est de 80% (10-0,008) de celui du Soleil.

### Âge
Webda indiquen un âge de 200 millions d'années (log10=8,30 = 108,30).

## Étoiles
Simbad montre aussi un bouton nommé Children. En cliquant sur ce bouton, on atteint une section de cette base de données qui renferme un tableau contenant 57 entrées pour NGC 5764. Cependant, des étoiles (les Children) peuvent apparaître plusieurs fois dans la deuxième colonne du tableau, d'où le nombre de liens bibliographiques qui est supérieure au nombre d'étoiles. La quatrième colonne de ce tableau indique la probabilité que l'étoile appartienne à l'amas. En cliquant sur le titre de cette colonne, on peut classer la probabilité par ordre croissant ou décroissant. En cliquant sur la désignation de l'étoile, on atteint la page de Simbad qui résume ses propriétés.